# Jengi Orch
Jengi Orch – wieś w zachodnim Iranie, w ostanie Azerbejdżan Zachodni, w szahrestanie Szahin Deż. W 2006 roku liczyła 376 mieszkańców.